# Trichorhina argentina
Trichorhina argentina är en kräftdjursart som beskrevs av Albert Vandel 1963. Trichorhina argentina ingår i släktet Trichorhina och familjen myrbogråsuggor. Inga underarter finns listade i Catalogue of Life.